# Mährer (Stamm)

Die Mährer in Europa um das Jahr 814

Die Mährer (auch Moravier, Morawer, oder Moravljanen, altslawische Eigenbezeichnung Moravljane, slowakisch: Moravania, tschechisch: Moravané) waren ein westslawischer Stamm im Frühmittelalter.

## Geschichte
Wann genau sich der mährische Stamm bildete, ist unbekannt. Der tschechische Historiker Dušan Třeštík vermutet, dass sich die Mährer wahrscheinlich gemeinsam mit den anderen slawischen Stämmen an der Wende des 6. Jahrhunderts zum 7. Jahrhundert formierten.
Die Mährer wurden namentlich erstmals 822 in Annales regni Francorum erwähnt und in der Aufzeichnung des Bayerischen Geographen zwischen dem Stamm der Böhmen und jenem der Bulgaren lokalisiert. Das von den Mährern im 9. Jahrhundert gegründete Mährerreich war die erste größere slawische Staatsgründung und wurde bis ins frühe 10. Jahrhundert von der Herrscherdynastie der Mojmiriden regiert. Nach der Auflösung des Mährerreiches wurde der mährische Stamm im Laufe des 10. Jahrhunderts zwischen Böhmen und Ungarn aufgeteilt. Der westliche Teil der Mährer tschechisierte sich im Laufe der Zeit und wird heute zu den Tschechen gezählt (siehe Mährer (Volksgruppe)). Aus dem östlichen Teil des Stammes entwickelten sich innerhalb des Königreiches Ungarn die heutigen Slowaken.

## Siedlungsgebiet
Das Siedlungsgebiet des Stammes umfasste im 9. Jahrhundert insbesondere die historische Region Mähren und die Westslowakei, aber auch Teile Niederösterreichs (bis zur Donau) und Nordungarns.